# La Lettre à Schrameck
Après les massacres et les fouilles
La Lettre à Schrameck est un livre du journaliste et homme politique français Charles Maurras publié en 1929. Il s'agit de la reproduction de deux lettres de menaces adressées au ministre de l'Intérieur Abraham Schrameck et au préfet de police de Paris Alfred Morain le 9 juin 1925 dans L'Action française, accompagnées d'un abondant matériau relatif au contexte de l'article et ses suites.

## Présentation

### Contexte

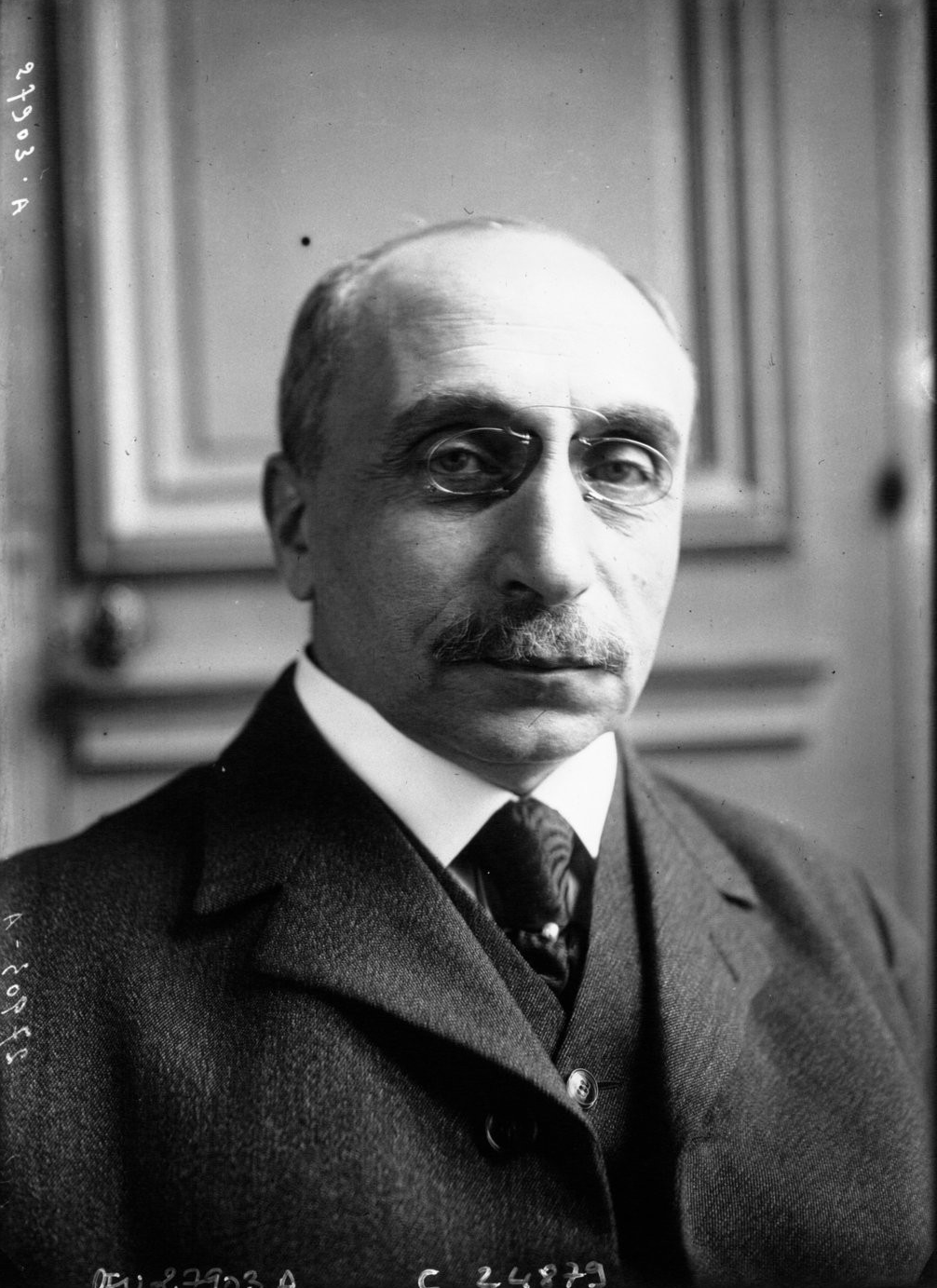
Abraham Schrameck, ministre de l'Intérieur du 17 avril au 22 novembre 1925.

À la suite des assassinats de Marius Plateau, secrétaire général de la Ligue d'Action française et des Camelots du Roi le 22 janvier 1923, de Philippe Daudet le 24 novembre 1923, des militants catholiques Ephrem Ville et Louis Vian le 10 février 1925, de la fusillade de la rue Damrémont dans la nuit du 23 au 24 avril 1925 et du meurtre d'Ernest Berger, trésorier de l'Action française, le 26 mai 1925, Charles Maurras décide de prendre à partie le ministre de l'Intérieur et le préfet de police de Paris. Il dénonce une supposée « complaisance de l’État républicain face aux menées criminelles communistes ». Des ligueurs font part à Maurras de leur volonté de venger les morts. Conscient de son pouvoir de faire couler le sang en commandant ses troupes, Maurras écrit deux lettres ouvertes dans L'Action française du 9 juin 1925 de sorte à canaliser la rage des militants et mettre en garde les autorités. Cet avertissement ordonne « de laisser les patriotes se défendre » face aux communistes et anarchistes.
La seconde lettre contient une menace de mort et une attaque antisémite contre Abraham Schrameck :

« Par votre personne, vous n’êtes rien. […] De vous, rien n’est connu. Mais vous êtes le Juif. Vous êtes l’Étranger. Vous êtes le produit du régime et de ses mystères. […] Vos premiers actes connus établissent votre fidélité à la consigne ethnique donnée par votre congénère Alfred Dreyfus le jour de sa dégradation : Ma race se vengera sur la vôtre. Votre race, une race juive dégénérée, car il y a des Juifs bien nés qui en éprouvent de la honte, la race des Trotsky et des Krassine, des Kurt Eisner et des Bela Kuhn, vous a chargé maintenant d’organiser la révolution dans notre patrie. […]

C’est sans haine comme sans crainte que je donnerai l’ordre de verser votre sang de chien s’il vous arrive d’abuser de la force publique pour ouvrir les écluses de sang français sous les balles et les poignards de vos chers bandits de Moscou »

L'historien Laurent Joly estime qu'aussi terrible soit cette lettre, elle « reste dans les bornes de la violence symbolique ».

« Certes, la dialectique maurrassienne est dangereuse ; elle ne met pas à l'abri de l'initiative d'un admirateur exalté. Mais [...] dans les faits, aucun militant d'Action française n'a jamais franchi le pas criminel. »

— Laurent Joly
Des poursuites sont engagées pour ces menaces de mort contre Schrameck, même si le gouvernement conseillait de laisser les choses en l'état pour ne pas faire de publicité à Charles Maurras. Le 30 octobre 1926, Charles Maurras est condamné à un an de prison ferme et 1 000 francs d’amende. Charles Maurras fait appel avant d'être finalement condamné à un an de prison avec sursis le 8 février 1927,. Lors du procès, Jacques Maritain prend la défense de Charles Maurras estimant que dans certains cas : « les « bons citoyens » ont le droit de se substituer à une justice défaillante ».
D'après Albert Marty, cette lettre fut « un salutaire coup d'arrêt » aux assassinats politiques.